# Milánó trolibuszvonal-hálózata
Milánó trolibuszvonal-hálózata egy trolibusz-hálózat Olaszországban, Milánó városában. A hálózat hossza jelenleg 40,4 km, mely négy vonalból áll. Üzemeltetője az Azienda Trasporti Milanesi.